# Xian de Hejiang
Le xian de Hejiang (合江县 ; pinyin : Héjiāng Xiàn) est un district administratif de la province du Sichuan en Chine, situé au confluent du Yangtsé et de la Chishui. Il est placé sous la juridiction de la ville-préfecture de Luzhou.

## Démographie
La population du district était de 839 056 habitants en 1999.